# ニック・グッディー
ニコラス・ガナー・グッディー（Nicholas Gunnar Goody, 1991年7月6日 - ）は、アメリカ合衆国フロリダ州オーランド出身のプロ野球選手（投手）。右投右打。愛称はグッズ（Goods）。

## 経歴

### プロ入り前
高校時代は遊撃手で、チームメイトにジャスティン・ニコリーノがいた。フロリダ州立カレッジ・マナティ・サラソタ校時代に投手へ転向した。2011年のMLBドラフト22巡目（全体689位）でニューヨーク・ヤンキースから指名されたが、この時は入団しなかった。2012年にルイジアナ州立大学へ移り、この時はケビン・ゴーズマンとチームメイトだった。

### プロ入りとヤンキース時代

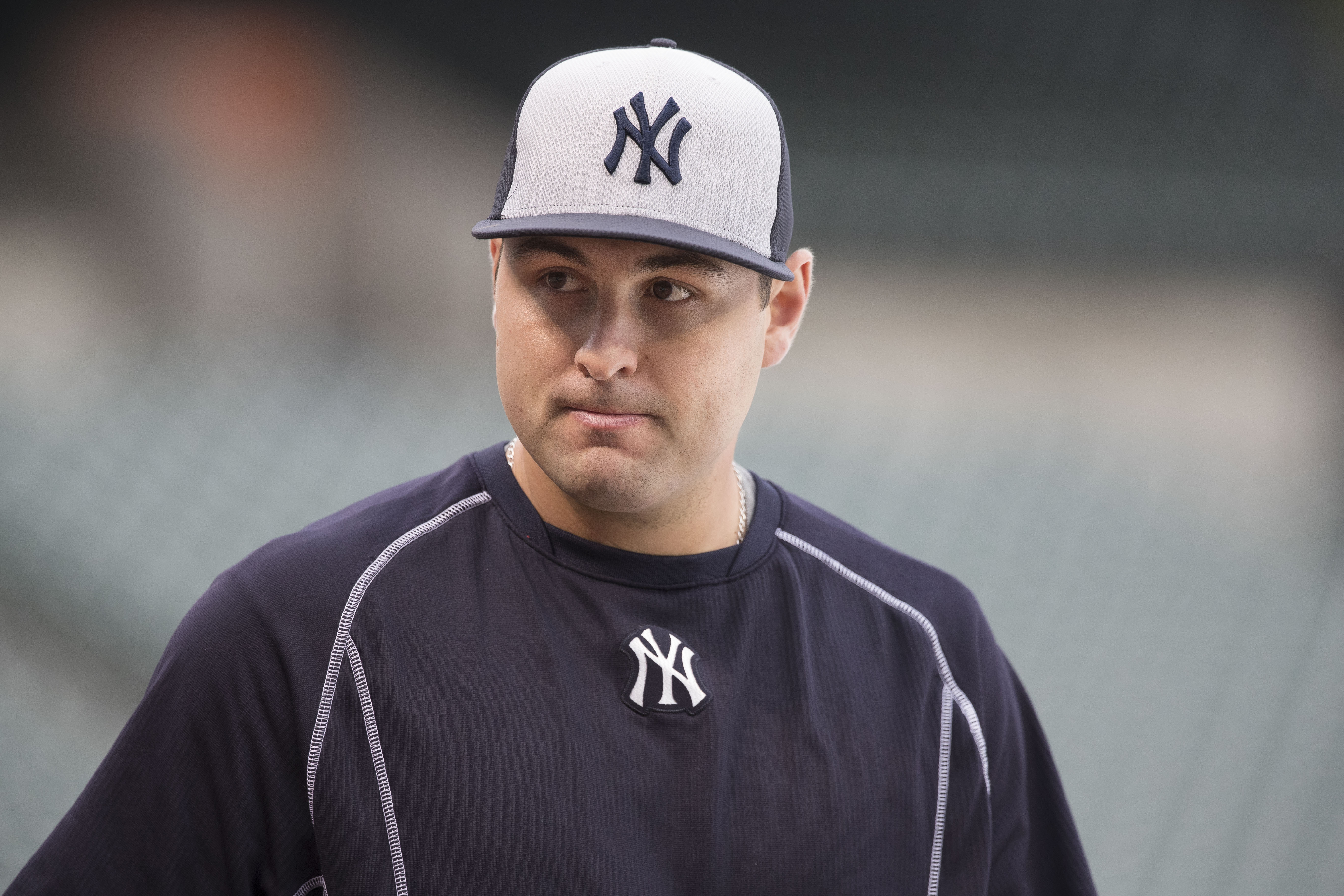
ニューヨーク・ヤンキース時代
（2016年5月3日）

2012年のMLBドラフト6巡目（全体217位）で再びヤンキースから指名され、プロ入り。契約後、傘下のA-級スタテンアイランド・ヤンキースでプロデビュー。A級チャールストン・リバードッグスとA+級タンパ・ヤンキースでもプレーし、3球団合計で23試合に登板して1勝2敗7セーブ、防御率1.13、52奪三振を記録した。
2013年はトミー・ジョン手術を受けたため、A+級タンパで2試合の登板にとどまった。
2014年はA+級タンパとAA級トレントン・サンダーでプレーし、2球団合計で27試合（先発4試合）に登板して2勝3敗、防御率4.60、46奪三振を記録した。
2015年は開幕からAAA級スクラントン・ウィルクスバリ・レイルライダースでプレー。7月25日にメジャー契約を結んでアクティブ・ロースター入りしたが、この時は登板機会が無いまま28日にAAA級スクラントン・ウィルクスバリへ降格した。7月30日に再昇格すると、同日のテキサス・レンジャーズ戦でメジャーデビュー。この年メジャーでは7試合に登板して防御率4.76、3奪三振を記録した。
2016年は27試合に登板して防御率4.66、34奪三振を記録した。オフの12月15日にアロルディス・チャップマンの加入に伴い、DFAとなった。

### インディアンス時代

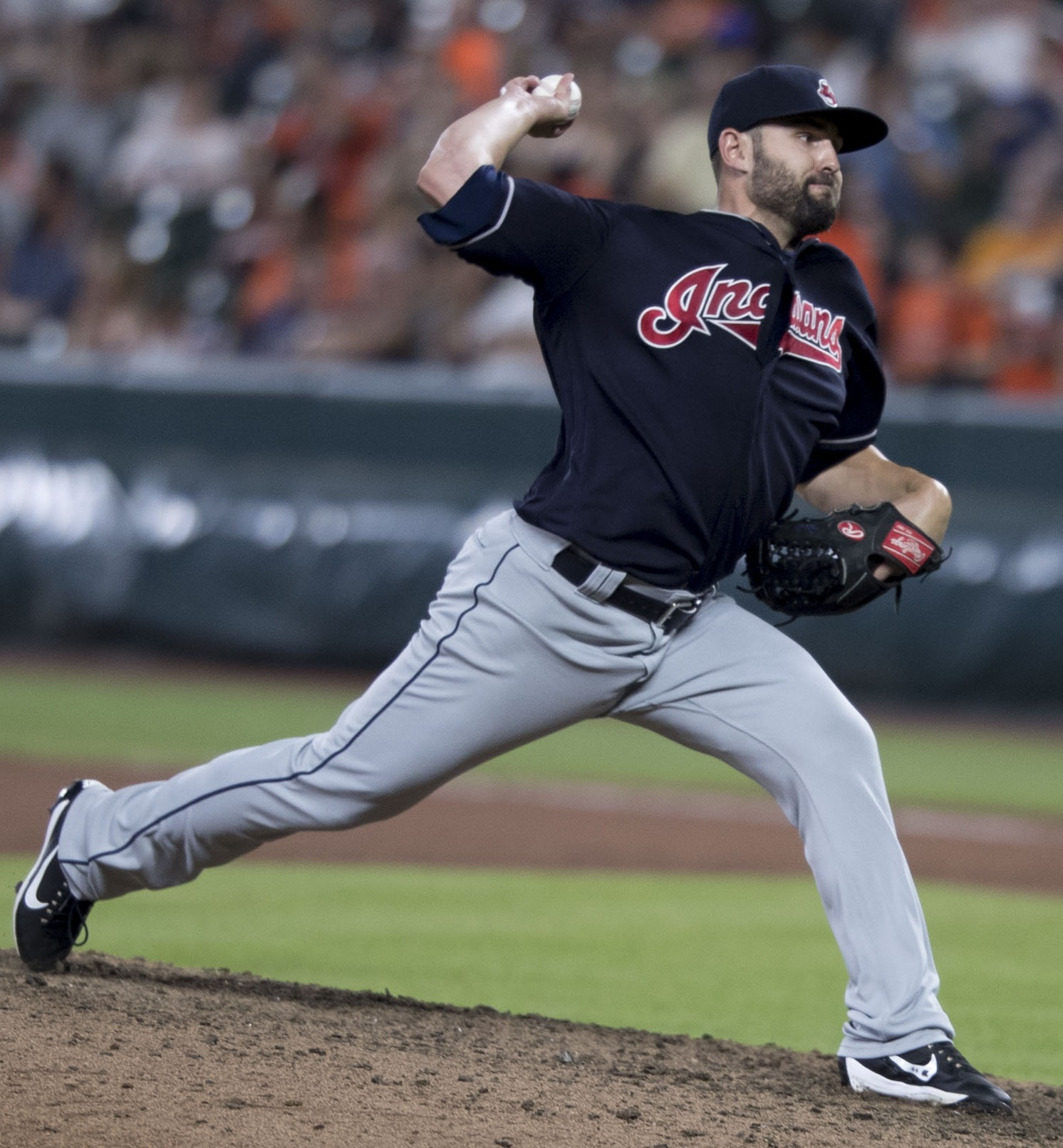
クリーブランド・インディアンス時代
(2017年6月22日)

2016年12月20日に後日発表選手または金銭とのトレードで、クリーブランド・インディアンスへ移籍した。
迎えた2017年のシーズンは過去2年の合計を上回る56試合に登板して1勝2敗、防御率2.80と成績も大きく改善された。
2019年11月20日にDFAとなった。

### レンジャーズ時代
2019年11月26日にウェイバー公示を経てテキサス・レンジャーズへ移籍した。
2020年9月24日にDFAとなり、28日にマイナー契約、29日にFAとなった。

### ヤンキース傘下時代
2021年2月にプロ入り時の古巣であるヤンキースとマイナー契約を結び、スプリングトレーニングに招待選手として参加することになった。この年は、マイナーリーグ開幕から傘下のAAA級スクラントンでプレーしていたが、7月4日に自由契約となった。

### ナショナルズ傘下時代
2021年7月6日にワシントン・ナショナルズとマイナー契約を結んだ。オフの11月7日にFAとなった。

### メキシカンリーグ時代
2022年4月21日にメキシカンリーグのモンクローバ・スティーラーズと契約した。14試合に登板して、2勝1敗2セーブ、防御率2.40の成績を残していたが、6月5日に自由契約となった。

### 独立リーグ時代
2022年6月6日にアトランティックリーグのロングアイランド・ダックスと契約した。

## 投球スタイル
フォーシーム5割、スライダー5割の比率で投げるツーピッチ・ピッチャーで、スライダーは右打者に対する強力な武器になっている。弱点は、左打者を苦手にしていることと、一発を食らいすぎること。

## 詳細情報

### 年度別投手成績
| 年 度    | 球 団    | 登 板 | 先 発 | 完 投 | 完 封 | 無 四 球 | 勝 利 | 敗 戦 | セ 丨 ブ | ホ 丨 ル ド | 勝 率 | 打 者 | 投 球 回 | 被 安 打 | 被 本 塁 打 | 与 四 球 | 敬 遠 | 与 死 球 | 奪 三 振 | 暴 投 | ボ 丨 ク | 失 点 | 自 責 点 | 防 御 率 | W H I P |
| -------- | -------- | ----- | ----- | ----- | ----- | -------- | ----- | ----- | -------- | ----------- | ----- | ----- | -------- | -------- | ----------- | -------- | ----- | -------- | -------- | ----- | -------- | ----- | -------- | -------- | ------- |
| 2015     | NYY      | 7     | 0     | 0     | 0     | 0        | 0     | 0     | 0        | 0           | ----  | 26    | 5.2      | 6        | 0           | 3        | 0     | 1        | 3        | 0     | 0        | 3     | 3        | 4.76     | 1.59    |
| 2016     | NYY      | 27    | 0     | 0     | 0     | 0        | 0     | 0     | 0        | 0           | ----  | 128   | 29.0     | 30       | 7           | 12       | 1     | 1        | 34       | 0     | 0        | 15    | 15       | 4.66     | 1.45    |
| 2017     | CLE      | 56    | 0     | 0     | 0     | 0        | 1     | 2     | 0        | 6           | .333  | 221   | 54.2     | 39       | 7           | 20       | 2     | 3        | 72       | 4     | 0        | 20    | 17       | 2.80     | 1.08    |
| 2018     | CLE      | 12    | 0     | 0     | 0     | 0        | 0     | 2     | 0        | 2           | .000  | 58    | 11.2     | 15       | 4           | 5        | 1     | 1        | 12       | 1     | 0        | 9     | 9        | 6.94     | 1.71    |
| 2019     | CLE      | 39    | 0     | 0     | 0     | 0        | 3     | 2     | 0        | 10          | .600  | 173   | 40.2     | 30       | 7           | 22       | 1     | 0        | 50       | 0     | 0        | 18    | 16       | 3.54     | 1.28    |
| 2020     | TEX      | 17    | 1     | 0     | 0     | 0        | 0     | 2     | 1        | 0           | .000  | 55    | 11.0     | 14       | 3           | 8        | 0     | 0        | 13       | 1     | 0        | 12    | 11       | 9.00     | 2.00    |
| MLB：6年 | MLB：6年 | 158   | 1     | 0     | 0     | 0        | 4     | 8     | 1        | 18          | .333  | 661   | 152.2    | 134      | 28          | 70       | 5     | 6        | 184      | 6     | 0        | 77    | 71       | 4.19     | 1.34    |

- 2020年度シーズン終了時

### 年度別守備成績
| 年 度 | 球 団 | 投手（P） | 投手（P） | 投手（P） | 投手（P） | 投手（P） | 投手（P） |
| 年 度 | 球 団 | 試 合     | 刺 殺     | 補 殺     | 失 策     | 併 殺     | 守 備 率  |
| ----- | ----- | --------- | --------- | --------- | --------- | --------- | --------- |
| 2015  | NYY   | 7         | 1         | 1         | 0         | 0         | 1.000     |
| 2016  | NYY   | 27        | 1         | 3         | 0         | 0         | 1.000     |
| 2017  | CLE   | 56        | 0         | 4         | 1         | 1         | .800      |
| 2018  | CLE   | 12        | 0         | 0         | 0         | 0         | ----      |
| 2019  | CLE   | 39        | 0         | 1         | 1         | 0         | .500      |
| MLB   | MLB   | 141       | 2         | 9         | 2         | 1         | .846      |

- 2019年度シーズン終了時

### 背番号
- 74（2015年）
- 57（2016年 - 同年途中）
- 64（2016年途中 - 同年途中）
- 41（2016年途中 - 同年終了、2020年）
- 44（2017年 - 2019年）